# Era da fragmentação
A Era da fragmentação (em tibetano: སིལ་ ཆད་ དུ་ འཆད་ པ) foi uma era de fragmentação política na história do Tibete que durou desde a morte do último imperador do Império Tibetano, Ü Dumtsen ‎(também conhecido como Langdarma), em 842, até Drogön Chögyal Phagpa ganhar o controle das três províncias do Tibete em 1253 e ser denominado Vice-Rei do Tibete durante o Canato Iuã. Durante este período, a unidade política do Império Tibetano entrou em colapso após uma guerra civil entre Yumtän (Yum brtan) e Ösung ( 'Od-srung),  após a qual se seguiram numerosas rebeliões contra os remanescentes do Tibete imperial e o ascensão dos senhores da guerra regionais. 

## Guerra civil e o declínio do Tibete imperial
O último imperador do Império Tibetano unificado, Ü Dumtsen, foi assassinado em 842-846, por um  monge budista chamado Pelgyi Dorje de Lhalung.   O assassinato deixou dois possíveis herdeiros, Yumtän e Ösung, para lutaram pelo trono, levando a uma guerra civil.  Os sucessores de Ösung controlavam a região de Ngari, enquanto os sucessores de Yumtän controlavam a região de Ü (região onde está localizada Lassa).  O filho de Ösung foi Pälkhortsän (Dpal 'khor brtsan, 865-895 ou 893-923), que gerou dois filhos, Trashi Tsentsän (Bkra shis brtsen brtsan) e Thrikhyiding (Khri khyi lding, também chamado Kyide Nyigön, Skyid lde nyi ma mgon em algumas fontes). Thrikhyiding migrou para a região tibetana ocidental do Alto Ngari (Stod Mnga ris) e se casou com uma mulher de alta nobreza tibetana central, com quem fundou uma dinastia local que criaria os reinos de Purang-Guge, Maryul e Zanskar.   Esta guerra civil enfraqueceu a autoridade política da monarquia tibetana,  dissolvendo o Tibete em tribos separadas e pequenos reinos. 

## Revoltas antibudistas e senhores da guerra
A dissolução de um império centralizado permitiu que os camponeses tibetanos, insatisfeitos com a turbulência política, se rebelassem contra os governos regionais. Essas revoltas dividiram o Tibete imperial em uma infinidade de reinos autônomos e separados, cada um governado por um senhor da guerra local.   Os senhores da guerra lutaram constantemente pelo domínio político, utilizando exércitos privados e fortalezas militares.  Entre 842 e 1247, nenhuma autoridade central estava no controle do Tibete e pequenos reinos como Maryul emergiram.
Os relatos tradicionais indicam que a Era da fragmentação foi um ponto de inflexão no desenvolvimento do Budismo Tibetano, com a ordem monástica budista enfrentando perseguição e exílio. O budismo monástico conseguiu ser preservado em Amdo, naquela época amplamente dominado por povos não-tibetanos, e que não seria conquistado por um governo tibetano até o século X. 
De acordo com este relato, durante o reinado de Langdarma, três monges fugiram para o Monte. Dantig em Amdo. Seu discípulo Muzu Selbar (mu zu gsal 'bar), mais tarde conhecido como o estudioso Gongpa Rapsel (dgongs pa rab gsal, 953-1035),  foi responsável pela renovação do budismo no nordeste do Tibete. Os alunos de Rapsal teriam retornado a Ü-Tsang, onde reintroduziram o budismo monástico. Historiadores modernos contestam as visões tradicionais da época, argumentando que o budismo foi de fato difundido durante o período, e que as autoridades políticas regionais compartilhavam um relacionamento próximo com os líderes monásticos budistas. 
A Era da Fragmentação terminou com a conquista mongol do Tibete e o subsequente governo Iuã. 